# Renée Pietrafesa Bonnet
Pour les articles homonymes, voir Bonnet.
Œuvres principales
Œuvres enregistrées
Scènes principales
Concerts
Renée Pietrafesa Bonnet, née le 17 décembre 1938 à Montevideo où elle est morte le 4 février 2022, est une compositrice, pianiste, organiste, claveciniste et chef d'orchestre franco-uruguayenne.
Ses compositions couvrent les genres populaires et d'avant-garde, en incluant tout particulièrement la musique électroacoustique.

## Biographie
Renée Pietrafesa, née le 17 décembre 1938 à Montevideo en Uruguay y étudie le piano avec sa mère la pianiste et pédagogue Renée Bonnet et les pianistes Jörg Demus et J. Turchinsky, l'orgue avec Angel Turriziani et la composition avec Héctor Tosar (es).
Professeur de piano et d'orgue, elle fonde la Chorale de l'Alliance française et l'Orchestre de chambre « Ars musicæ » avec lesquels elle fait des tournées en Uruguay et en Amérique latine, elle développe simultanément une intense activité comme compositrice et concertiste.
Boursière du gouvernement français en 1973 et 1974, elle fait à Paris des recherches d'électroacoustique au Groupe de recherches musicales (G.R.M.), sous la direction de Pierre Schaeffer et au Studio de musique expérimentale du Centre américain avec J. Arriagada.
En 1975, 1976 et 1977, elle dirige le premier Atelier musical d’initiation à la musique électroacoustique du Centre culturel de la Faculté de Censier de l’Université de Paris et l'Ensemble instrumental des Boursiers Étrangers du Gouvernement français.
Elle réalise des interventions musicales au Musée d’Art Moderne de la ville de Paris et participe à nombreuses émissions de France Culture.
En 1977, le film Renée Pietrafesa, chef d'orchestre, compositrice et interprète - réalisé par Eva Houdova - est primé au Festival de Besançon (16 mm, 45 min).
En 1984, elle est nommée « Chevalier des Arts et des Lettres » par Jack Lang, ministre de la Culture, et reçoit à Montevideo le Prix Florencio (es) de la Critique théâtrale uruguayenne pour la musique d'Electra de Sophocle.
En 1990, elle est invitée par le gouvernement français comme compositeur et pédagogue.
À partir de 1991, elle collabore et participe comme interprète et compositeur aux échanges franco-uruguayens en France et en Amérique Latine. Elle donne, dans le cadre de ces accords, plusieurs Master-Classes dans des conservatoires français dont le conservatoire à rayonnement régional de Strasbourg (CNR) qui l’invite pour y enseigner et diriger ses œuvres (Les Dominicales de France 3). Elle est invitée également en Allemagne par le Musikrat (de) (Allemagne), en Italie, en Espagne ainsi qu'au Brésil et en Argentine.
Elle réalise en 1997 un concert exceptionnel Por la vida au théâtre Solís de Montevideo, avec la collaboration de l'UNICEF d'Uruguay afin de collecter des fonds à l'intention des enfants à la rue de son pays.
Dans le cadre de ses tournées annuelles en Europe, elle exécute avec Luis Battle, à Paris et Rome, des œuvres du répertoire universel et de son propre cru. Elle donne également des Master Class dans divers conservatoires de France en exécutant des concerts d'œuvres de compositeurs latino-américains interprétés par des orchestres européens, prolongeant à l'étranger son travail extraordinaire de pédagogue et d'artiste.
Poursuivant sa mission d'ambassadrice de la musique uruguayenne sous toutes ses formes, elle participe en l'an 2000 aussi au Festival Paris-Banlieues-Tango, première pianiste uruguayenne de musique classique interprétant également la musique populaire de son pays et d'Amérique latine.
Elle a réalisé de nombreux concerts pour les Jeunesses musicales uruguayennes avec la participation de 600 enfants chaque dimanche, réussissant ainsi par un travail didactique et de diffusion uniques en son pays par sa qualité artistique et humaine à contribuer à aider toujours plus les jeunes interprètes et compositeurs du pays et à l'étranger, auquel s'ajoute son travail depuis 15 ans sur Canal 5 (maintenant Télévision nationale uruguayenne) dans son Atelier de musique. Par ailleurs, elle dirige son école de musique de la Quinta del Arte qui continue ses activités multidisciplinaires, après une restauration de ce "bastion musical exceptionnel" et poursuit sa tâche d'enseignement à l'École universitaire de musique. Cette année-là aussi, elle fonde l'Orchestre de chambre de jeunes de "Ars Musicæ", nouvelle branche de l'Ensemble Ars Musicæ qu'elle a fondé en 1964 dans le but de diffuser la musique de chambre sous toutes ses formes et en inaugurant en particulier des œuvres de compositeurs nationaux. Elle donne avec lui 13 concerts cette même année dans des salles de concert de Montevideo et de province à des fins de bienfaisance et avec des groupes de théâtre et de vidéo dans la recherche d'une intégration à d'autres formes artistiques. Elle inaugure aussi en première mondiale ses œuvres "Ritual" à Strasbourg, "Quetzal" à Manosque et donne des improvisations à l'orgue dans diverses villes de France et de Suisse et des hommages au piano à Héctor Tosar et Renée Bonnet en Paris.
Elle est nommée en Uruguay "Femme de l'année 2001" dans la catégorie du Meilleur spectacle musical et obtient le prix Florencio 2001 de Montevideo pour la musique de l'œuvre "El Hermano Olvidado" de Ariel Mastandrea.
Pour sa "trajectoire", elle reçoit le prix "Morosoli 2005" d'argent (Música Culta), de la Fundación Lolita Rubial (en novembre 2005). Elle est membre de la SUMC et du NMN (Núcleo Música Nueva) de Montevideo et est invitée régulièrement à diriger l'Orchestre Philharmonique de Montevideo et l'Orchestre Symphonique du SODRE (es) de Montevideo et divers orchestres symphoniques en France.
Elle a enregistré divers CD de ses œuvres, dont Mutabile (Ayuí / Tacuabé (es)), Musique acoustique, mixte et électroacoustique (Sondor (es)), Pièces pour piano et Musique de chambre instrumentale et symphonique à la tête de l'Orchestre du CNR de Strasbourg, de la OSSODRE (Montevideo) et de l'Orchestre philharmonique de Montevideo (AGADU (es)).
Elle a fondé et dirige l'Ensemble baroque de Montevideo. Enfin, elle est l'auteur de très nombreuses œuvres de qualité, reconnues internationalement et a de tout temps défendu la diffusion musicale au travers de programmes hétérogènes mêlant différents styles et genres musicaux qui puissent servir le public dans sa réalité quotidienne en en renforçant l'aspect didactique, ce qui est répondre aux nécessités des gens d'aujourd'hui.
Le 24 octobre 2016 elle a été nommée citoyenne d'honneur de Montevideo (Intendencia Municipal de Montevideo).

### Famille
- Mère : Renée Bonnet de Pietrafesa, grande pianiste et pédagogue uruguayenne, créatrice d'une technique pianistique majeure et fondatrice de l'une des Écoles de Musique à la sensibilité artistique des plus affirmées.
- Sœur : Alicia Pietrafesa Bonnet, soprano uruguayenne renommée, pianiste et pédagogue
- Neveu : Federico Sanguinetti Pietrafesa, bariton uruguayen à la carrière internationale (Argentine, Brésil, Allemagne, Espagne, France, Italie, ...)

## Liste des œuvres
- Discographie
- Œuvres enregistrées
- Concerts

### Source
- Cet article est partiellement ou en totalité issu du site Renée Pietrafesa Bonnet - Biographie, le texte ayant été placé par l’auteur ou le responsable de publication sous la licence Creative Commons paternité partage à l'identique ou une licence compatible.